# Азиний Салонин
Азиний Салонин или Гней Азиний Салонин (на латински: Asinius Saloninus; Gnaeus Asinius Saloninus, * ок. 4 г.; † 22 г.) е виден римлянин, син на Гай Азиний Гал (консул 8 пр.н.е., † 33 г.) и Випсания Агрипина († 20 г.).
Той произлиза от плебейската фамилия Азинии и е внук по бащина линия на историка Гай Азиний Полион, а по майчина линия на Марк Випсаний Агрипа. Майка му е била първо омъжена за Тиберий и така е полубрат на Нерон Клавдий Друз, който е осиновен от Октавиан Август под името Юлий Цезар Друз.
През 30 г. Сенатът, при подстрекателството на Тиберий, обявява баща му Азиний за враг на народа и бива заточен в затвор, където и умира след 3 години.
Според Тацит трябвало да се ожени за една от внучките на император Германик и Агрипина Стара. Той умира през 22 г.